# Indiana
Indiana (anglická výslovnost  [ɪndiˈænə]IPA, oficiálně State of Indiana) je stát nacházející se na východě Spojených států amerických, v oblasti východních severních států ve středozápadním regionu USA. Indiana hraničí na severu s Michiganem, na východě s Ohiem, na jihu s Kentucky a na západě s Illinois. Severozápadní ohraničení tvoří Michiganské jezero.
Se svou rozlohou 94 321 km² je Indiana 38. největším státem USA, v počtu obyvatel (6,6 milionů) je sedmnáctým nejlidnatějším státem a s hodnotou hustoty zalidnění 71 obyvatel na km² je na šestnáctém místě. Hlavním a největším městem je Indianapolis s 850 tisíci obyvateli. Dalšími největšími městy jsou Fort Wayne (250 tisíc obyv.), Evansville (120 tisíc obyv.) a South Bend (100 tisíc obyv.). Indianě patří 72 km pobřeží Michiganského jezera. Nejvyšším bodem státu je vrchol Hoosier Hill s nadmořskou výškou 383 m ve středovýchodě státu. Největšími toky jsou řeky Ohio, tvořící hranici s Kentucky, Wabash, která vytváří část hranice s Illinois, a White.
Na území dnešní Indiany dorazili první Evropané, francouzští průzkumníci, v 70. letech 17. století a nedlouho poté se oblast stala součástí Nové Francie. Britové se v regionu objevili ve 30. letech 18. století a mezi oběma skupinami kolonistů probíhaly boje. Celý region nakonec coby výsledek sedmileté války připadl v roce 1763 britské koruně, která oblast západně od Appalačského pohoří prohlásila za území indiánů (odtud název Indiana). V 70. a 80. letech 18. století se stal součástí nově vzniklých Spojených států, které jej v roce 1787 začlenily do právě zřízeného Severozápadního teritoria. Po vyčlenění Ohia vzniklo roku 1800 indianské teritorium, které bylo v následujících letech dále zmenšováno. Indiana se 11. prosince 1816 stala 19. státem USA.

## Historie
Původně se odhadovalo, že první indiánští obyvatelé osídlili území Indiany někdy 8 tisíc let př. n. l., ovšem poslední archeologické výzkumy ukazují, že se tak patrně stalo už o dva tisíce let dříve. Okolo roku 900 zde vytvořili poměrně vyspělou civilizaci, jejíž součástí byla až 30 tisícová města. Tato kultura zanikla z neznámých příčin o 550 let později.
Prvními Evropany, kteří vstoupili na území Indiany, byli Francouzi, kteří ji v 17. století prohlásili za území Francie. Ta je posléze ztratila ve francouzsko-indiánské válce se Spojeným královstvím, které však toto území ztratilo, když se zrodily Spojené státy americké. V roce 1800 bylo zřízeno teritorium Indiana, z kterého se v roce 1816 stal 19. stát Unie.

## Symboly

### Další symboly
Mottem státu je „The Crossroads of America“, květinou pivoňka, stromem liliovník tulipánokvětý, ptákem kardinál a písní On the Banks of the Wabash.

## Geografie
Ze severu ji ohraničují jezero a stát Michigan, z východu Ohio, z jihovýchodu a jihu Kentucky a ze západu Illinois. Hlavním a zároveň největším městem je Indianapolis.

## Obyvatelstvo
Obyvatelé Indiany se nazývají Hoosiers.
Podle sčítání lidu z roku 2010 zde žilo 6 483 802 obyvatel.

### Rasové složení
- 84,3 % Bílí Američané
- 9,1 % Afroameričané
- 0,3 % Američtí indiáni
- 1,6 % Asijští Američané
- 0,0 % Pacifičtí ostrované
- 2,7 % Jiná rasa
- 2,0 % Dvě nebo více ras

Obyvatelé hispánského nebo latinskoamerického původu, bez ohledu na rasu, tvořili 6,0 % populace.

### Náboženství
Převážná většina obyvatel se řadí k protestantům, značný vliv však má i římskokatolická církev, jejíž přítomnost je zvýrazněna i existencí jedné z nejvýznamnější katolických vysokých škol v USA, University of Notre Dame ve městě South Bend. Ve velkých městech dominují největší protestantské proudy a katolíci, na venkově mají silnou pozici evangelikálové a další (ultra)konzervativní protestantské směry.
- Křesťané — 82 %
  - protestanti — 62 %
    - baptisté — 15 %
    - metodisté — 10 %
    - luteráni – 6 %
    - letniční církve — 3 %
    - menonité – 1 %
    - jiní protestanti – 23 %

  - římští katolíci — 19 %
  - jiní křesťané — 1 %
- jiná náboženství — <1 %
- bez vyznání — 17 %